# Jacques Gréber
Jacques Gréber (vollständig: Jacques Henri Auguste Gréber); (* 10. September 1882 in Paris, Frankreich; † 5. Juni 1962 ebenda) war ein französischer Landschaftsarchitekt, spezialisiert auf Landschaftsarchitektur und Städtebau. Er war ein Vertreter der Beaux-Arts-Architektur und gelangte vor allem in den Vereinigten Staaten als Anhänger des City Beautiful Movement, einer Reformbewegung des nordamerikanischen Städtebaus der Zeit von 1890 bis 1920, zu Bekanntheit.

## Leben
Als Sohn des Bildhauers Henri-Léon Gréber wuchs Gréber in Paris auf. Dort besuchte er von 1901 bis 1908 die École des Beaux-Arts. Nach Erhalt des Diploms als Architekt im Jahr 1909 begab er sich in die Vereinigten Staaten und gestaltete dort viele private Gartenanlagen und öffentliche Grünanlagen.

## Ausgewählte Werke

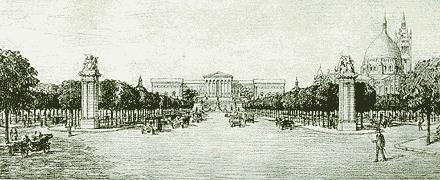
Zeichnung „View to the Museum“ (1918), Benjamin Franklin Parkway, Philadelphia (USA)

Gréber gestaltete federführend den Benjamin Franklin Parkway in Philadelphia (1917), stellte Arbeiten auf der Weltfachausstellung Paris 1937 in Paris vor und konzipierte mit dem sogen. Greber Plan die Stadtplanung für die kanadische Hauptstadt Ottawa (1950).
In Europa arbeitete Gréber als Stadtplaner für die französischen Städte Lille, Belfort, Marseille (1930), Abbeville und Rouen.
Nach dem Ersten Weltkrieg gestaltete er vier amerikanische Militärfriedhöfe in Frankreich, in Fère-en-Tardenois, Bois-Belleau, Suresnes (Hauts-de-Seine) und Romagne-sous-Montfaucon. Zwischen den Weltkriegen war er vor allem als Gartengestalter tätig. So errichtete Gréber verschiedene Villen an der Côte d’Azur (Villa Altana und Villa Eilen in Antibes), Gärten des Schlosses Malbosc in Grasse, oder die Gärten der Villa Espalmador am Cap Ferrat. In Portugal hat Gréber die Gartenanlage der Casa de Serralves in Porto gestaltet, beispielhaft für die Landschaftsarchitektur der Art-déco-Periode.

## Galerie

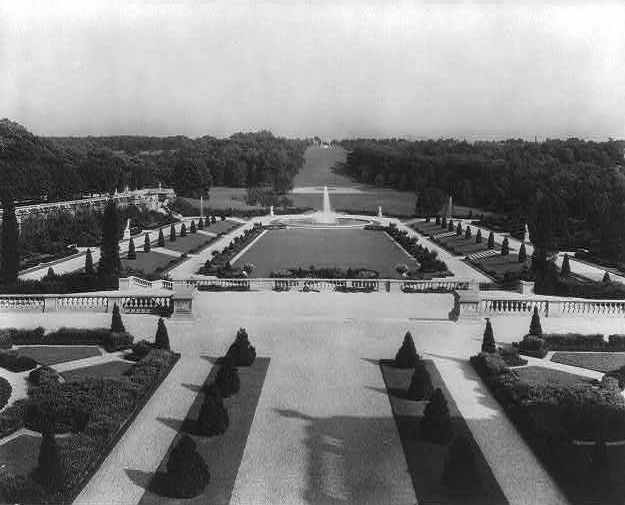
Gärten von Whitemarsh Hall, Wyndmoor, Pennsylvania (USA), (errichtet 1916–21, abgerissen 1980)
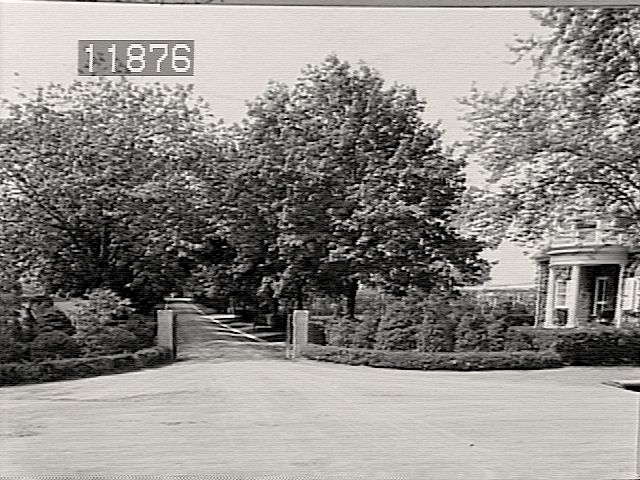
Gärten von Lynnewood Hall (Peter A. B. Widener), Fotografie (1916)
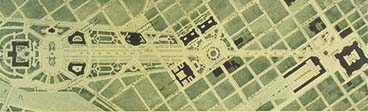
Plan des Fairmount Parkway, Heute der Benjamin Franklin Parkway, Philadelphia (USA), Zeichnung (1917)
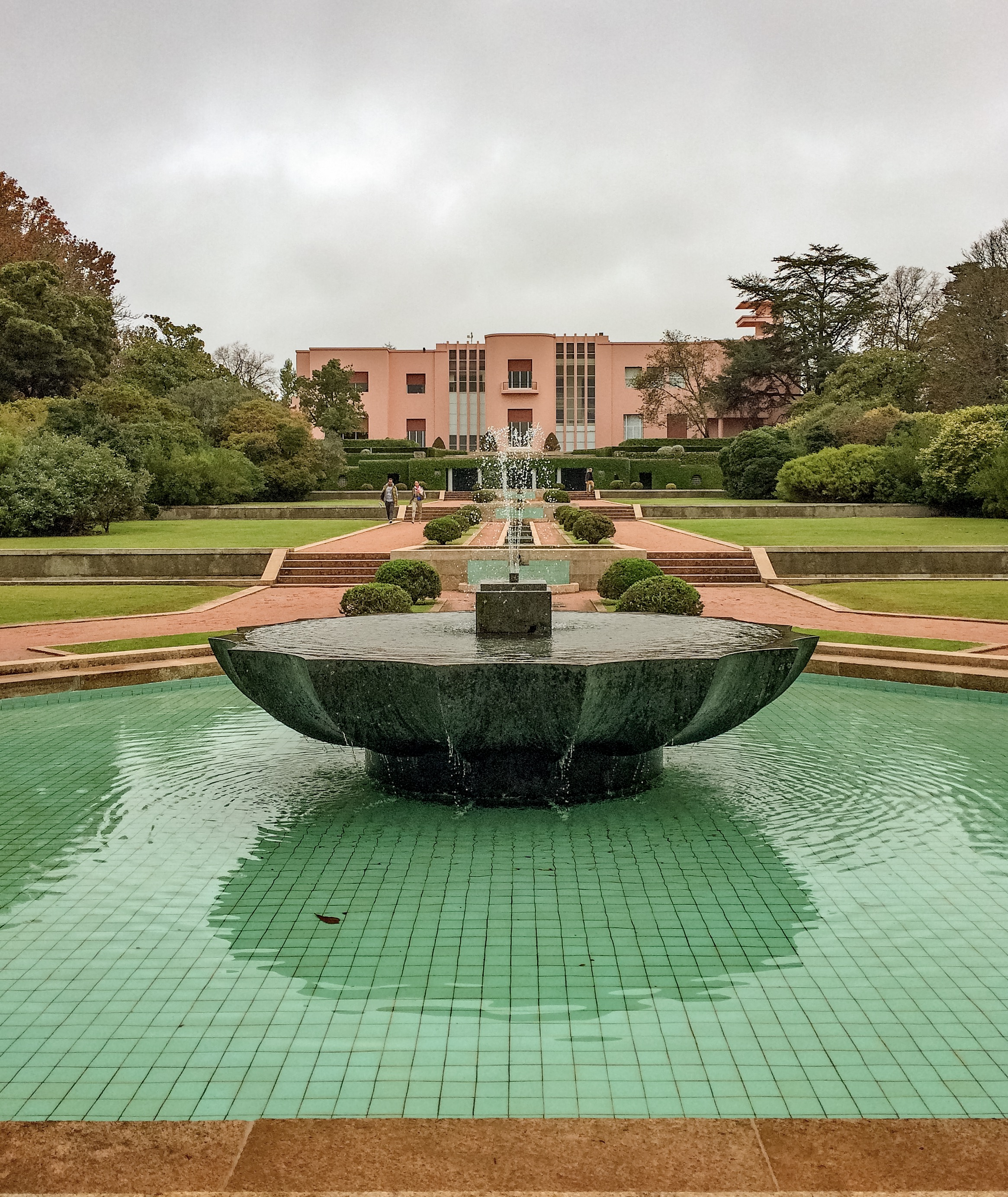
Serralves Gärten in Porto, Portugal
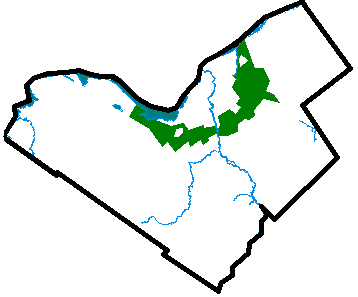
Grüngürtel, Landschaftsplanung 1950 um die Stadt Ottawa, Kanada